# Jim Kaat
James Lee Kaat (né le 7 novembre 1938 à Zeeland, Michigan) est un joueur américain de baseball ayant évolué au poste de lanceur pendant vingt-cinq saisons dans les ligues majeures, notamment pour les Twins du Minnesota. Comptant seize gants dorés, il est intronisé au Temple de la renommée du baseball en 2022.
Devenu commentateur sportif des Twins du Minnesota, Jim Kaat reste pendant des décennies l'un des acteurs majeurs de la franchise.

## Biographie
Après une longue carrière de plus de deux décennies, lors de laquelle il remporte seize fois consécutivement le gant doré, le lanceur remporte sa première série mondiale en 1982 avec les Cardinals de Saint-Louis.
En juillet 2022, le numéro 36 est retiré par les Twins du Minnesota en son hommage.